# Bünde
Bünde település Németországban, azon belül Észak-Rajna-Vesztfália tartományban. Lakosainak száma 45 891 fő (2023. december 31.). Bünde Hüllhorst, Kirchlengern, Hiddenhausen, Enger, Spenge, Rödinghausen és Melle községekkel határos.

## Fekvése
Osnabrücktől keletre fekvő település.

## Története
Nevét 853-ban egy oklevélben említették először "Buginithi" néven, így Bünde Ravensberger egyik legrégebbi településének számít. 1152-ben egy dokumentum említette urait, Blankena nevű nemes urakat, akik a terület feletti szuverenitást gyakorolták. Kastélyuk, Castrum Blankena, Bünde-Mitte-től nyugatra feküdt. 1280 után a nemesi család neve már nem szerepelt az oklevelekben.
A jelenlegi város területe 1530-ban Ravensberg megyéhez, 1614-ben pedig Ravensberg megyéhez Brandenburg-Poroszországhoz tartozott. 1719-ben kapott városi jogokat. 1807-1810 között a francia királyság, Vesztfália része volt, 1811-1813 között (hivatalosan, 1815-ig) még a Franciaország részét képezte. 1816-tól 1832-ig - ismét a porosz-frets megyei székhelyévé vált.
Bünde város elsősorban dohányiparáról volt nevezetes. A városban és környékén mintegy 40 szivargyár található. A gyárak évi termelésével mintegy százezer km utat lehetne kirakni. Épp ezért nem nevezhető véletlennek, hogy még 1936-ban itt rendezték be az ország egyetlen és egyedülálló Dohány- és szivarka múzeumát. A múzeumban ismerkedhetünk meg a híres bündei dohányipar történetével, ritka pipagyüjteményével, köztük egykori nemes urak különféle pipáival, valamint a dohányzás különböző tartozékainak (hamutartók, öngyújtók, dohányzacskók, szelencék stb.) nagy választékával. A múzeum sztárja a bündei óriásszivar, mely több mint másfél méter hosszú és 68 cm átmérőjű és mintegy 9 kg súlyú.

## Nevezetességek
- Dohány- és szivarka múzeum

## Ismert szülöttjei
- David Odonkor (1984) német válogatott labdarúgó
- Pascal Stenzel (1996) labdarúgó

## Dohány- és szivarka múzeum

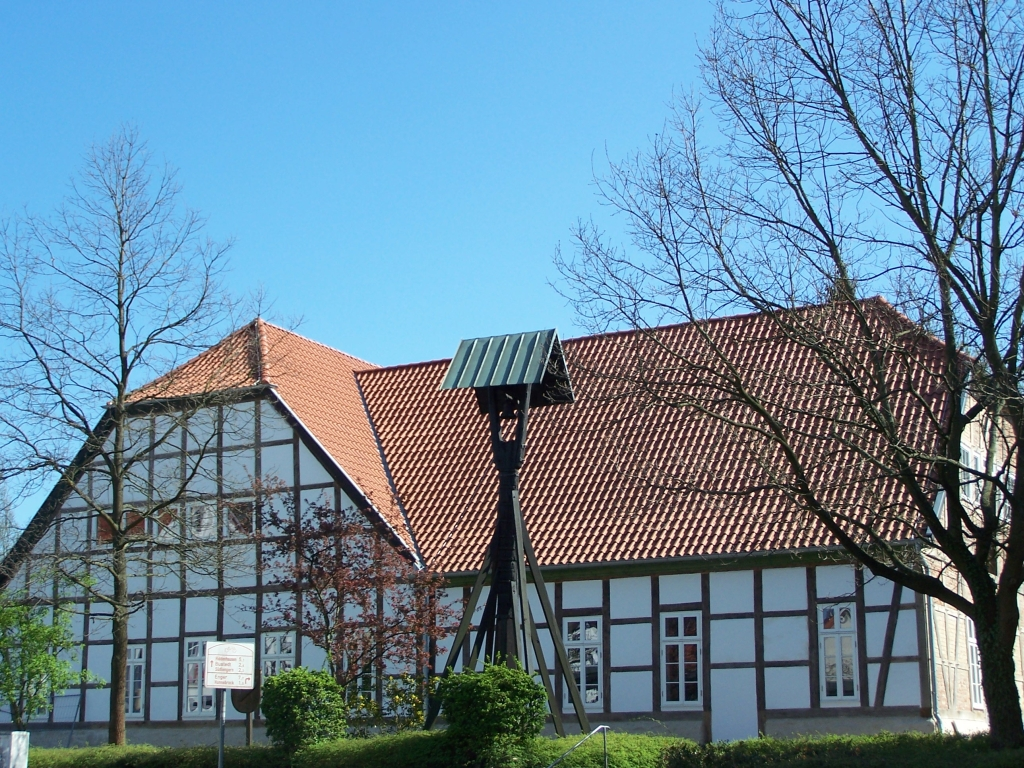
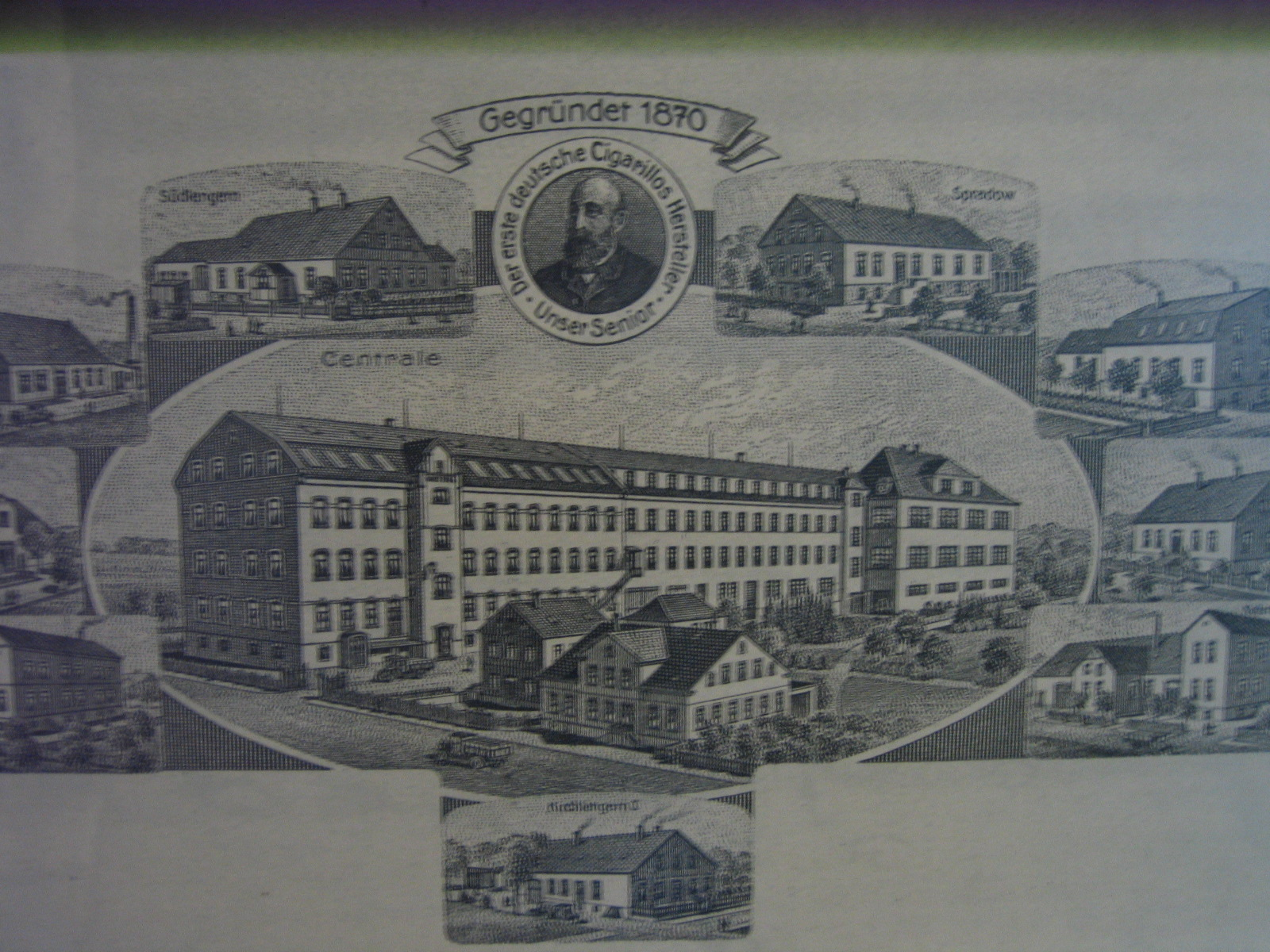
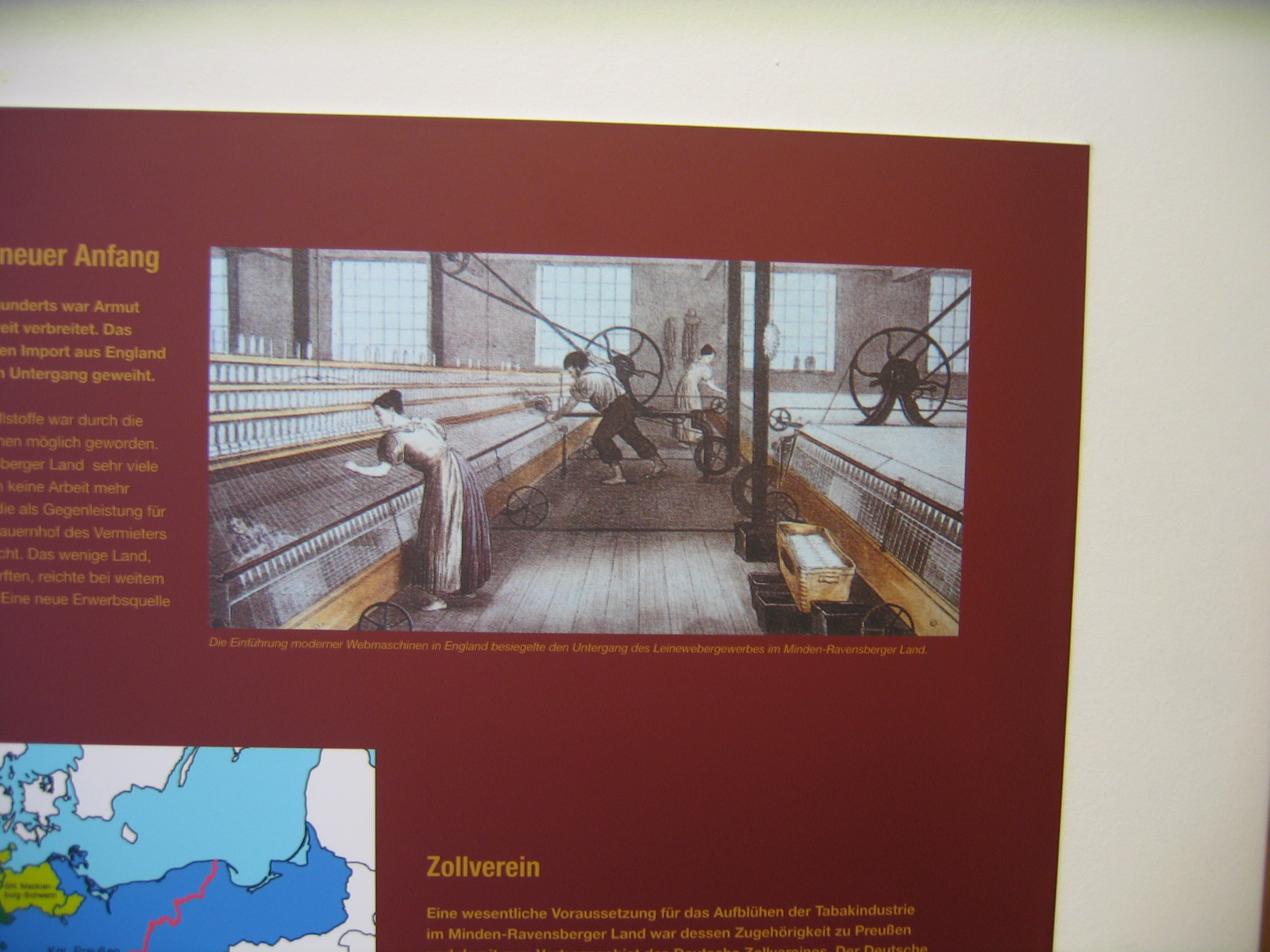
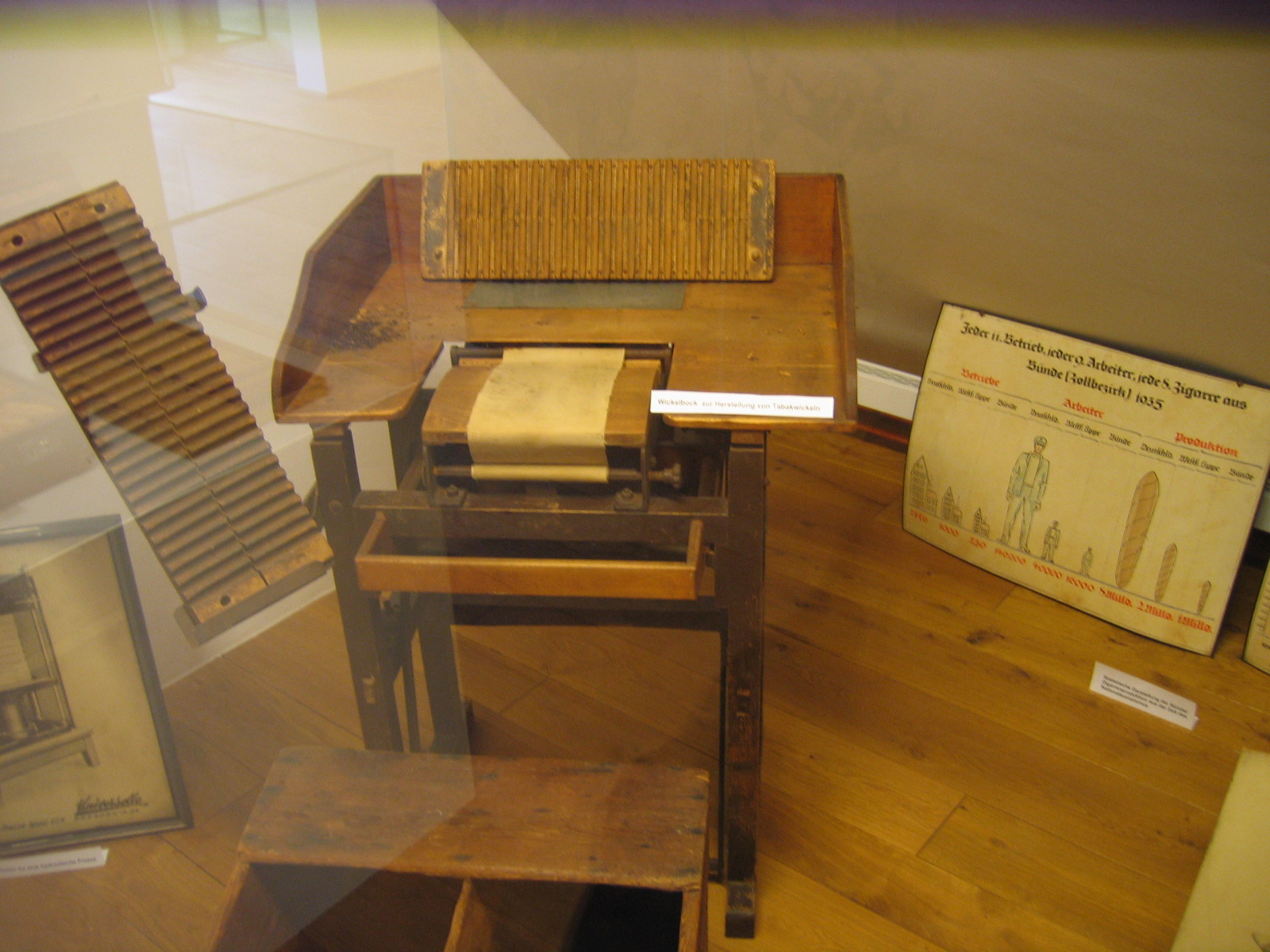
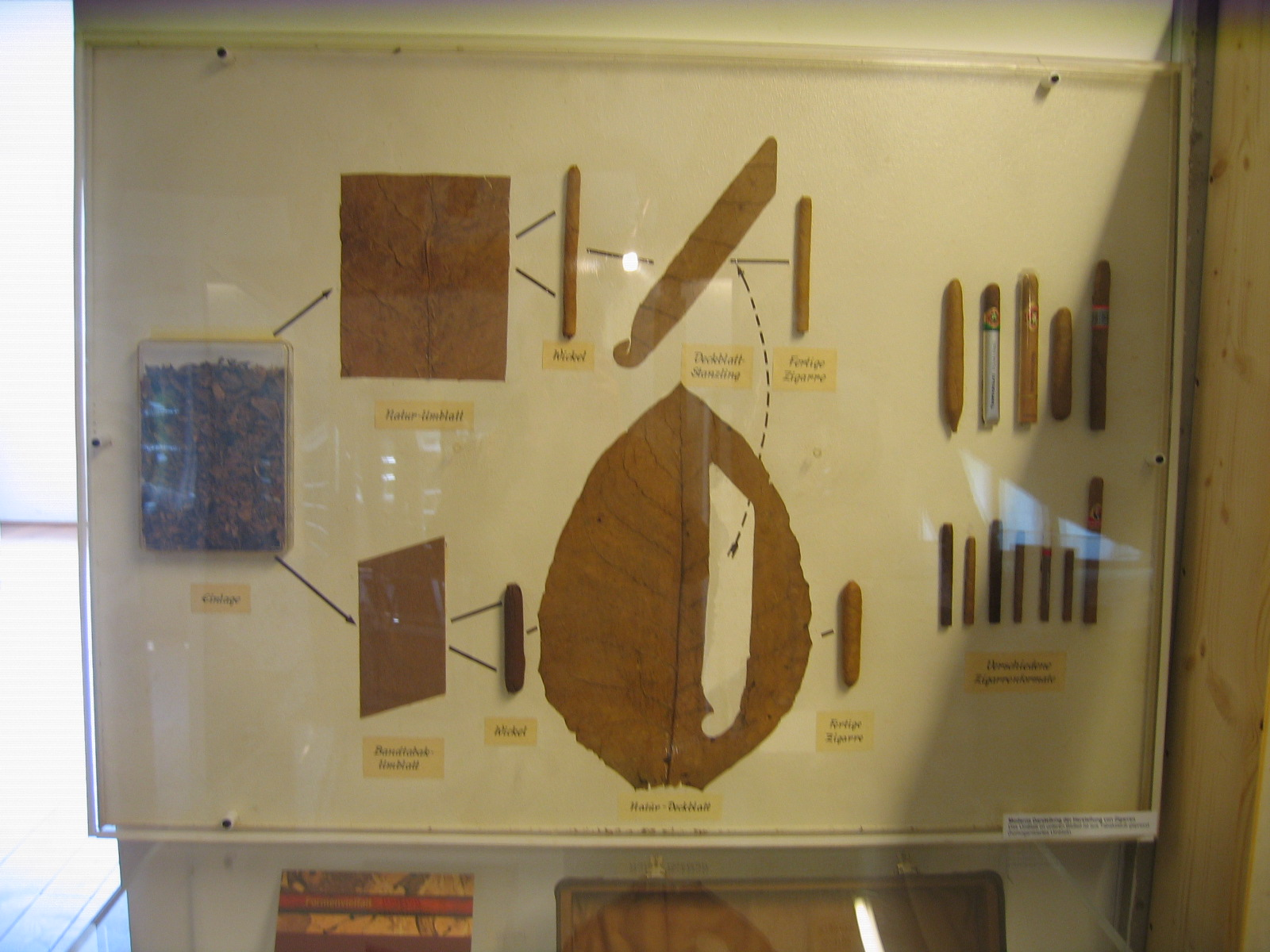
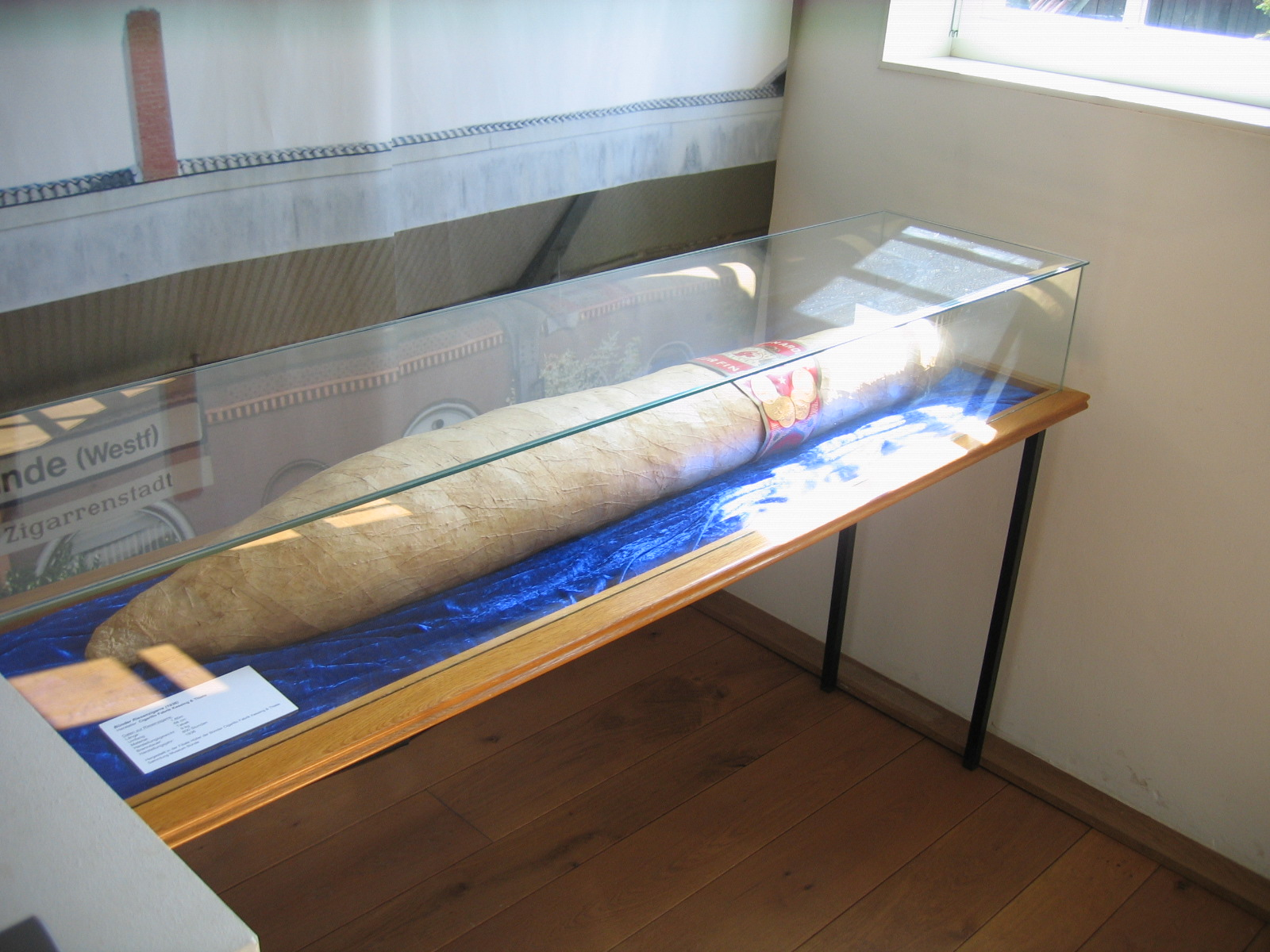
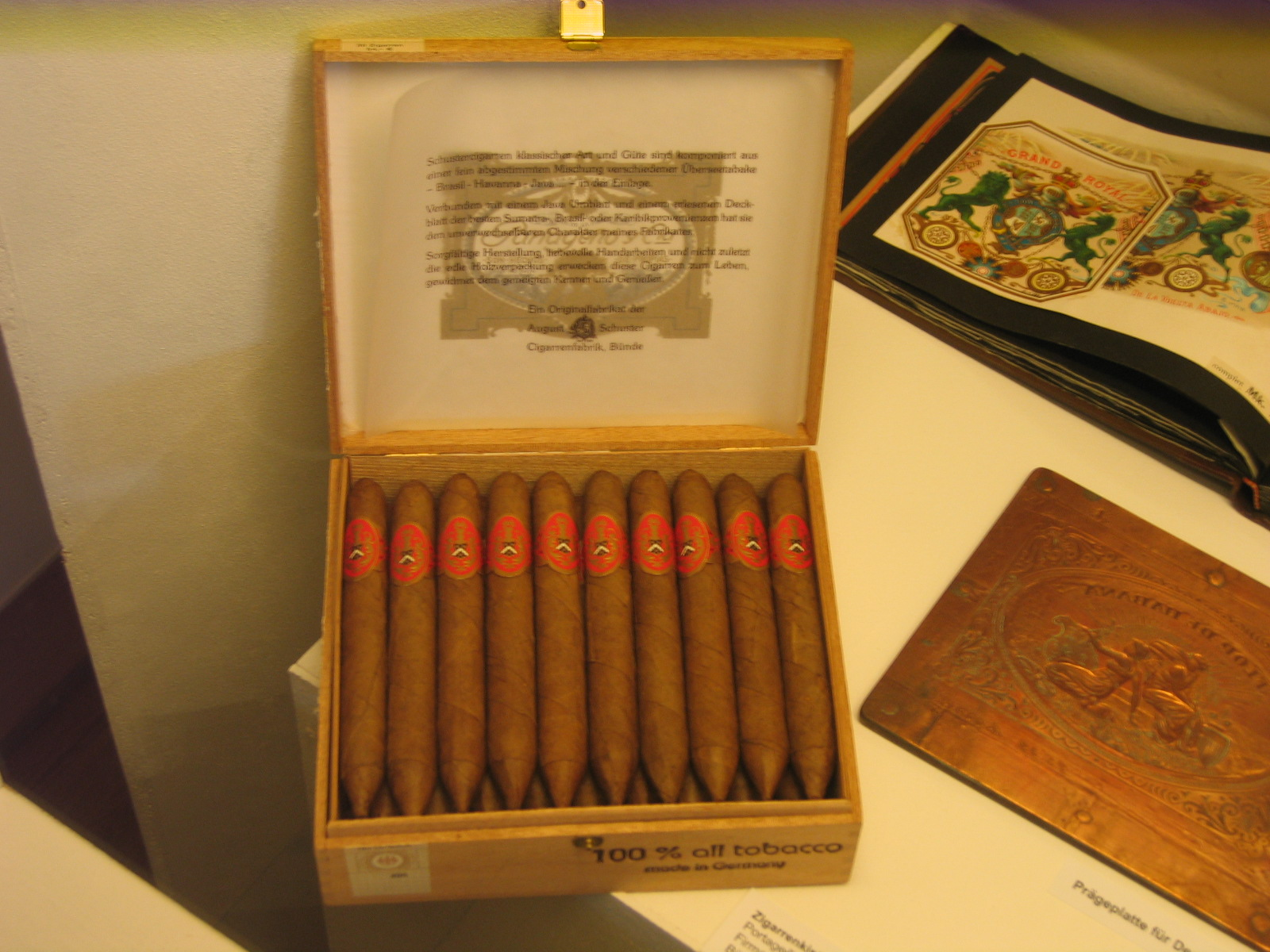
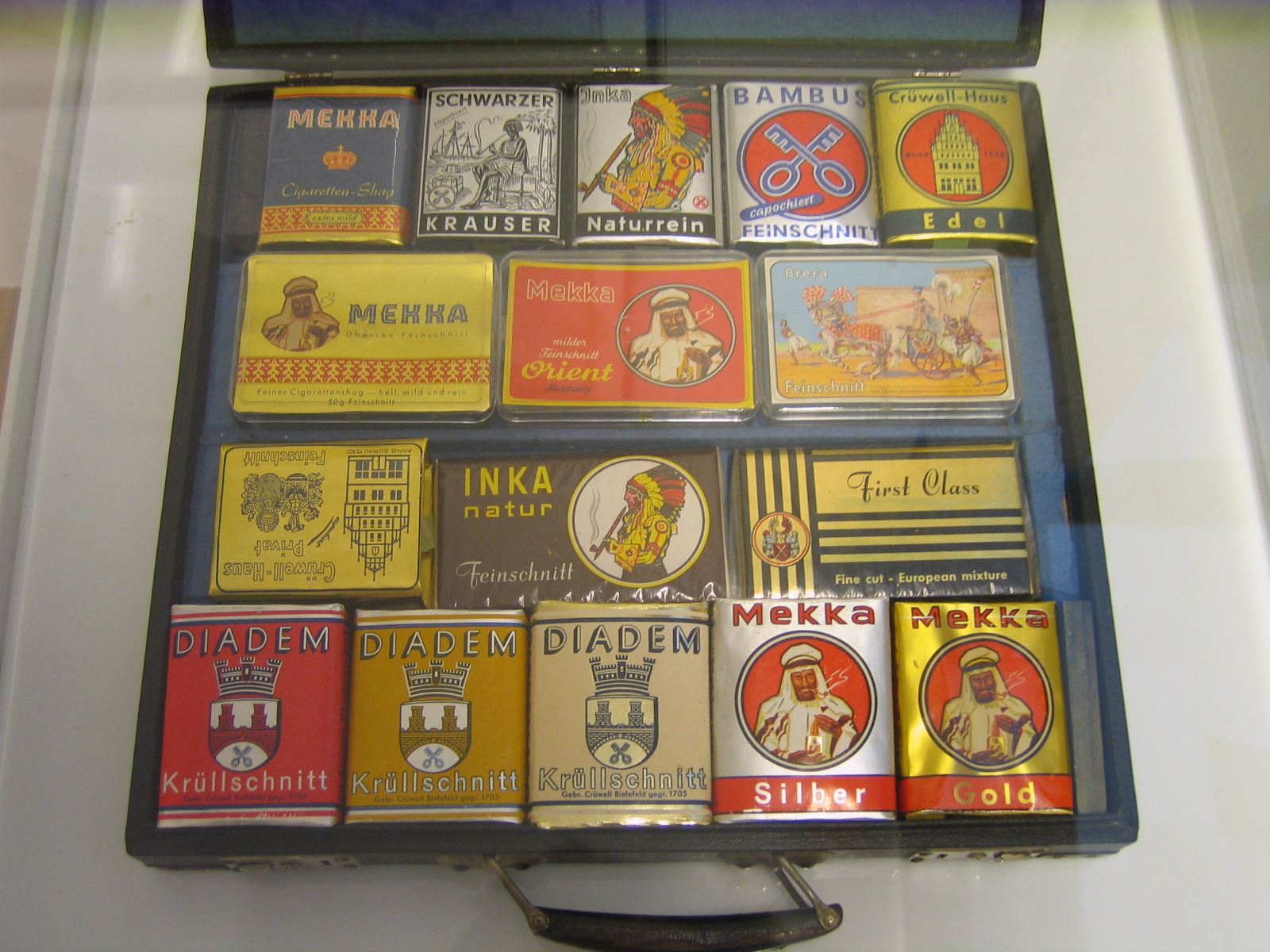

## Galéria

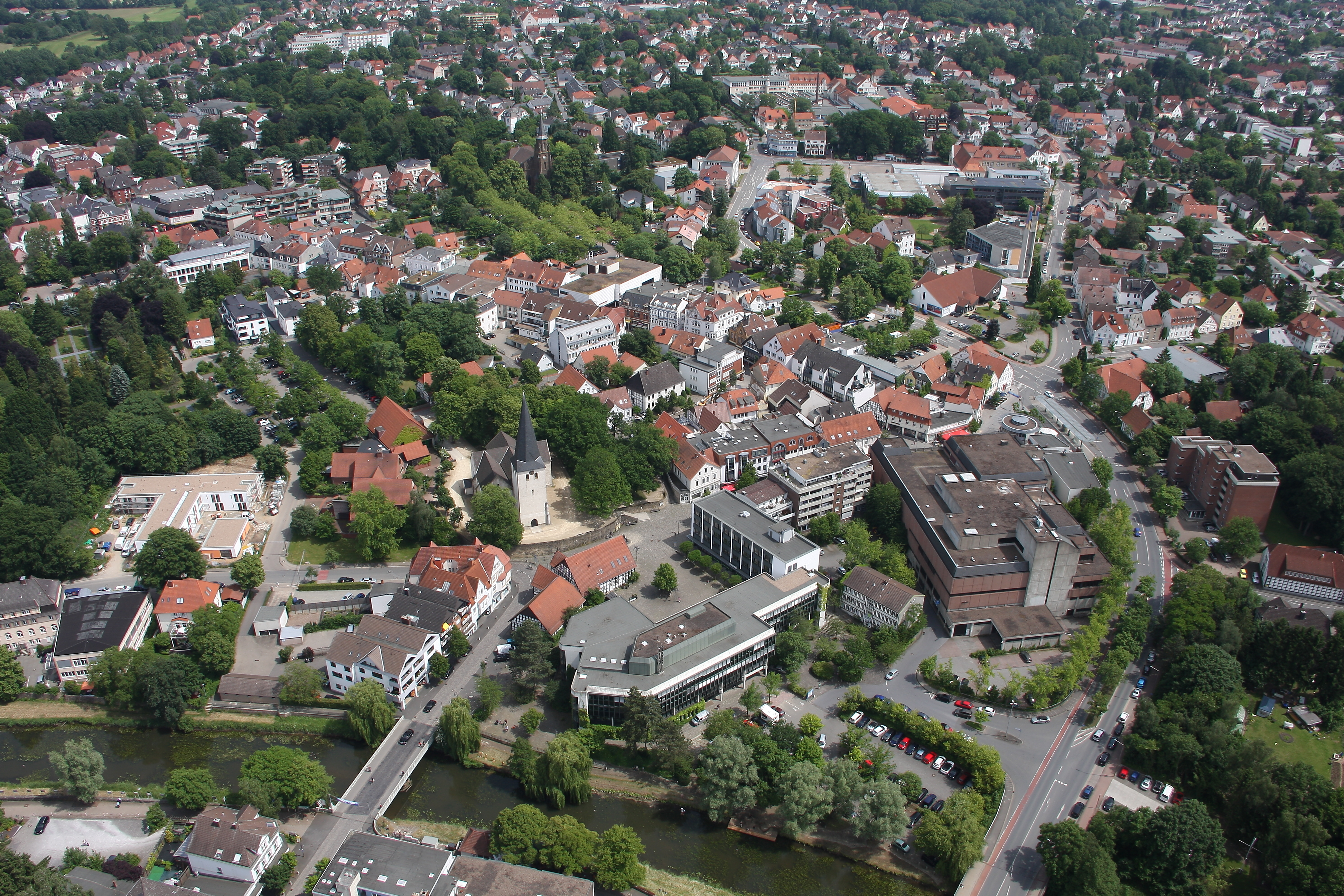
A város légifelvételről
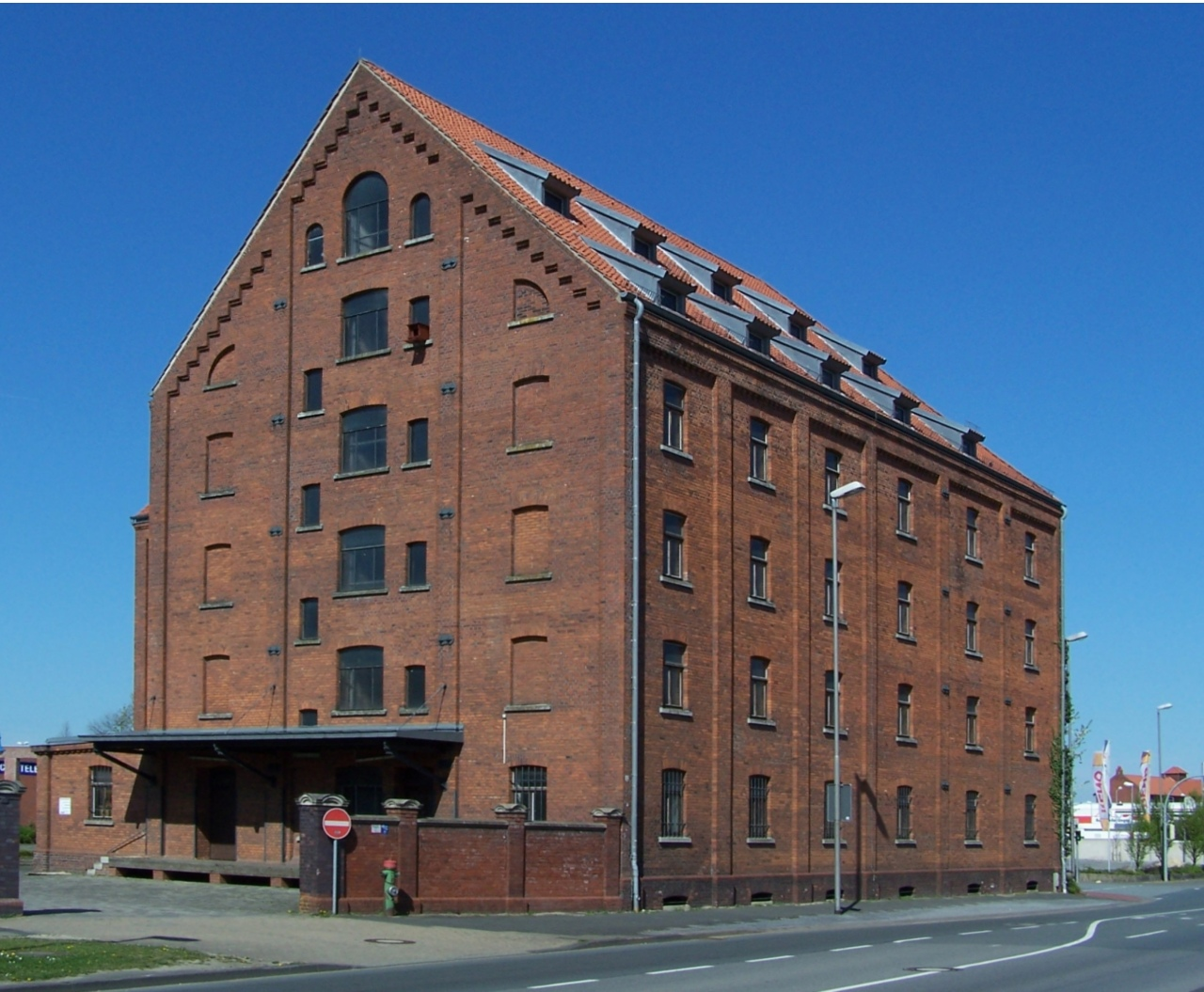
Tabakspeicher
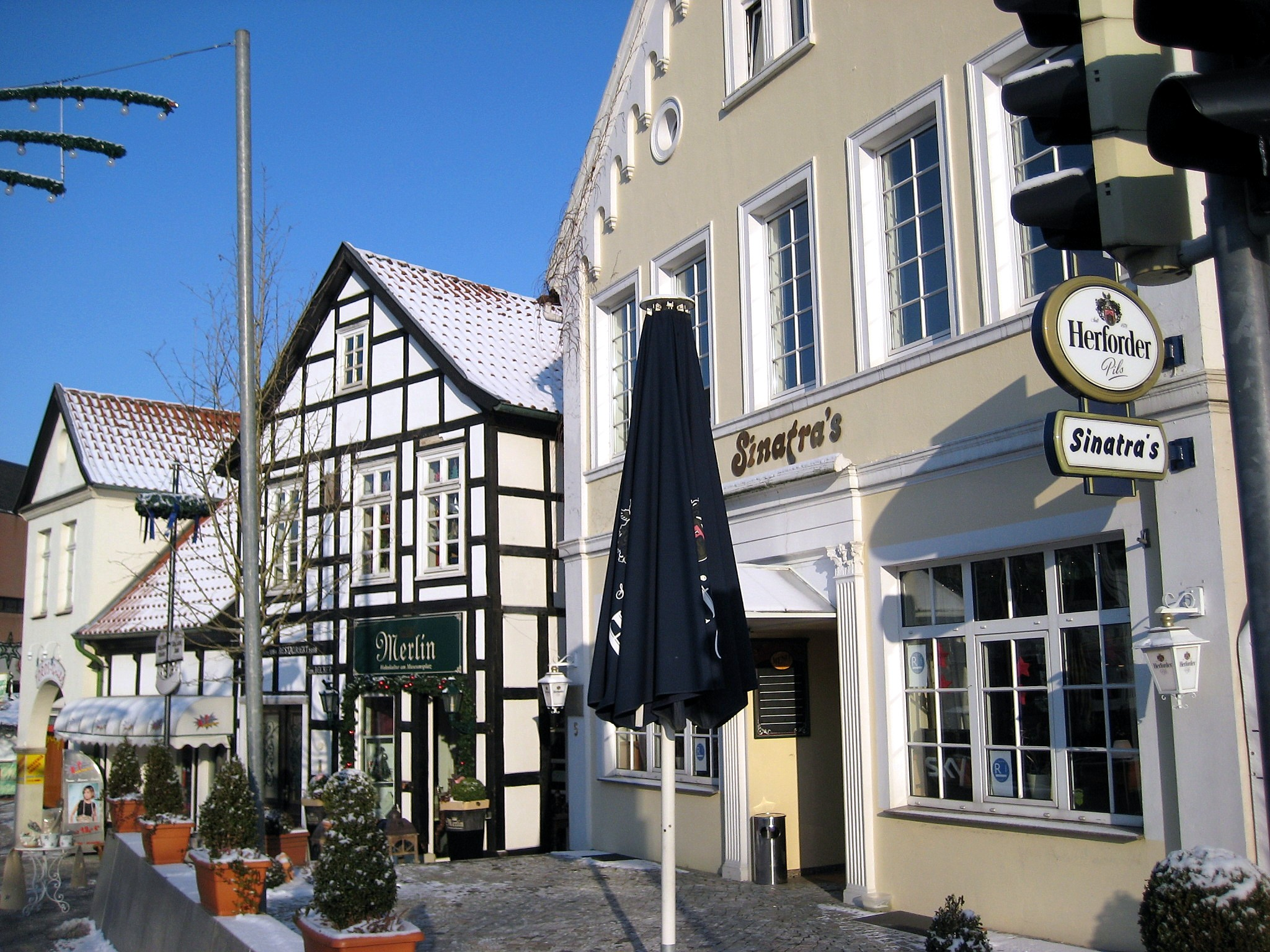
Museumsplatz
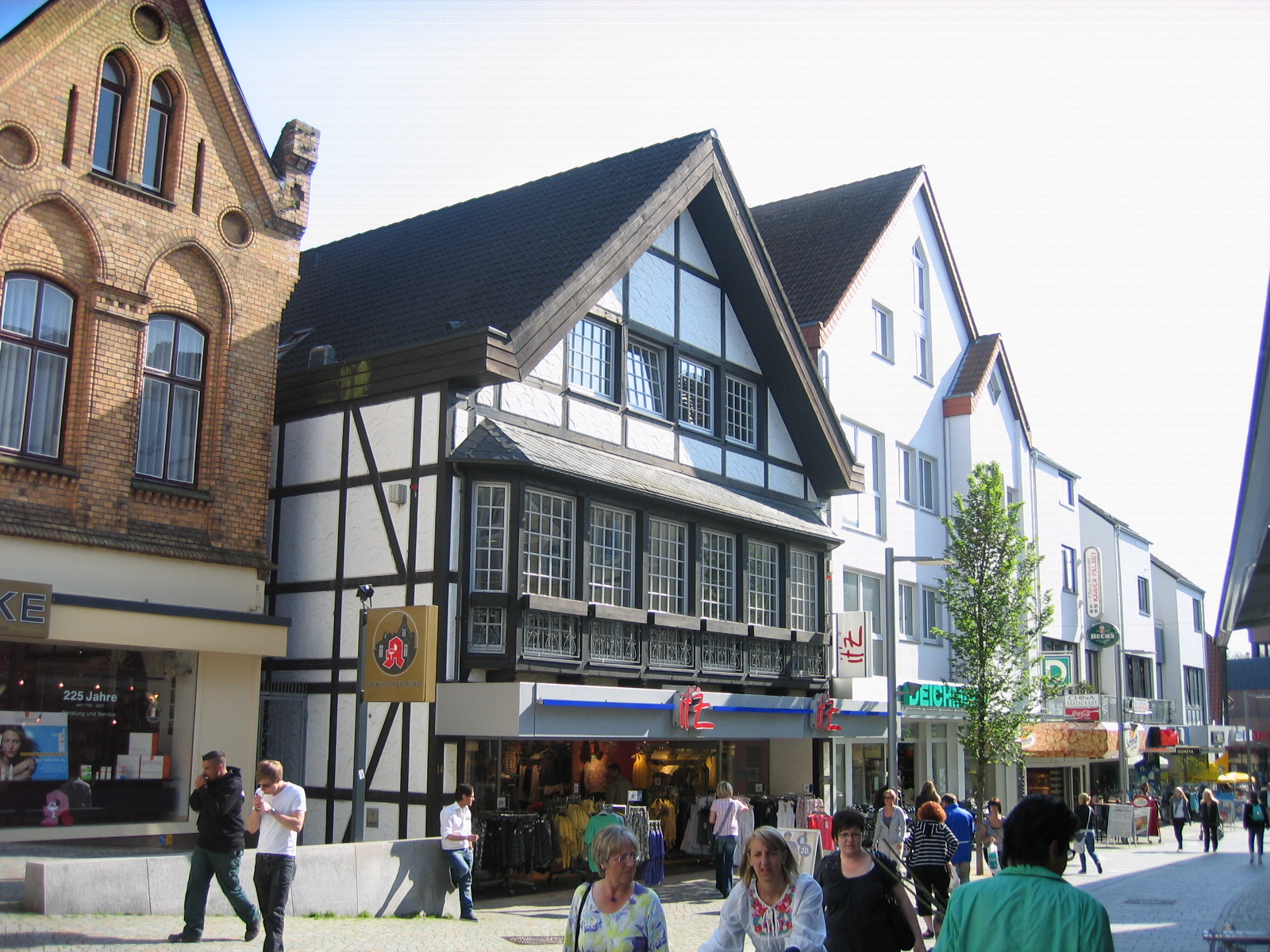
Városkép részlete
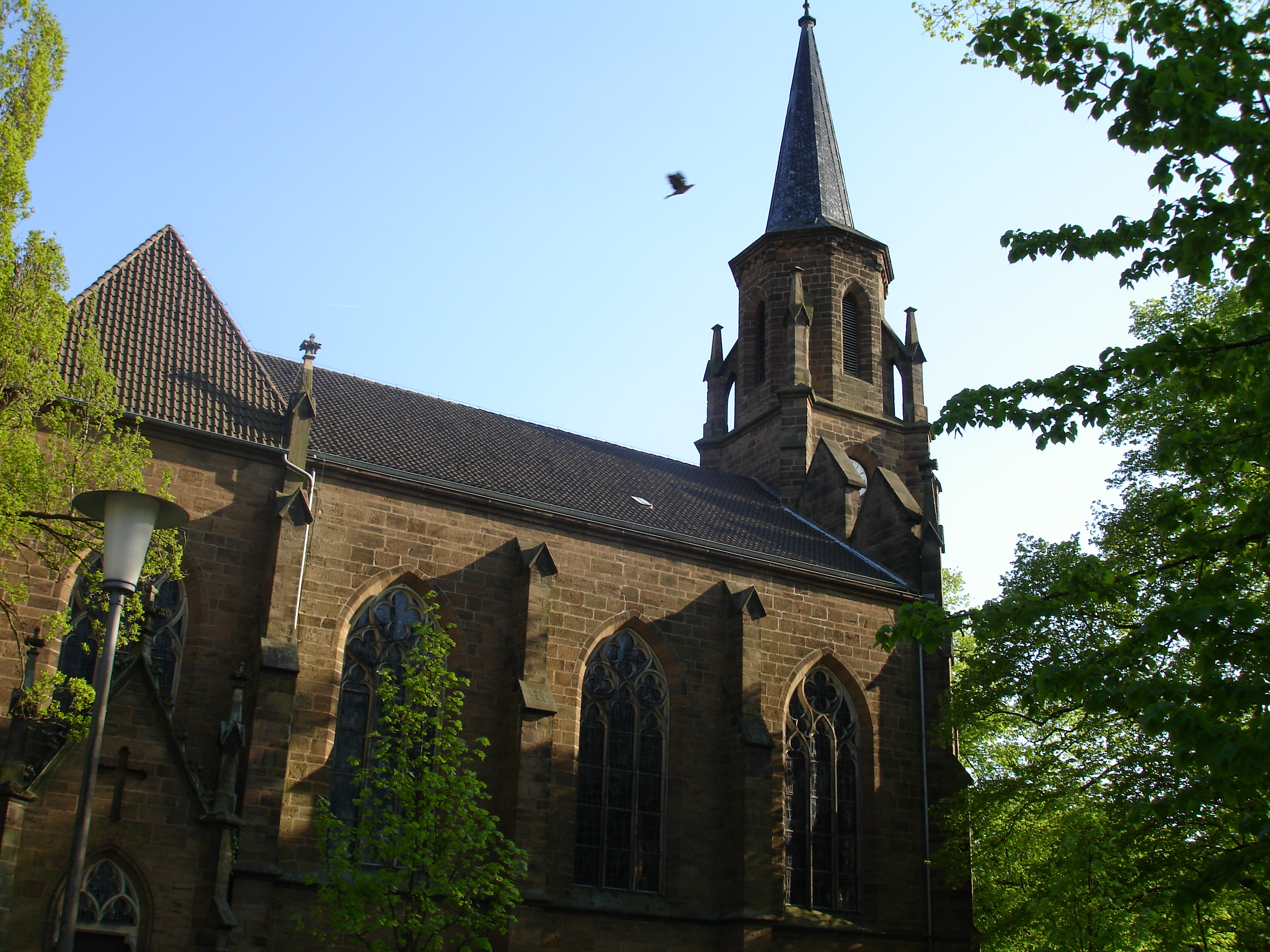
Pauluskirche
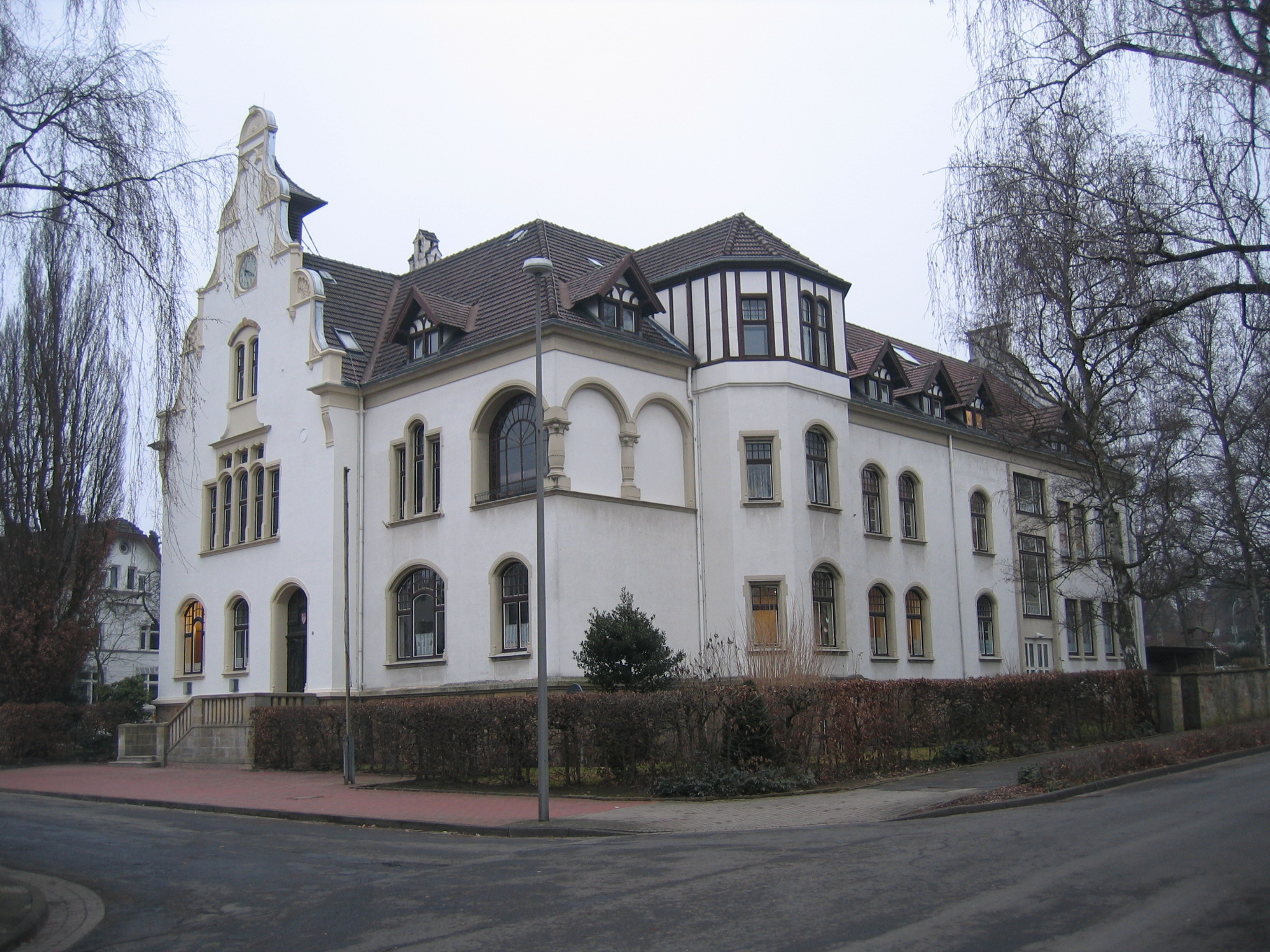
Ennigloh Amtshaus
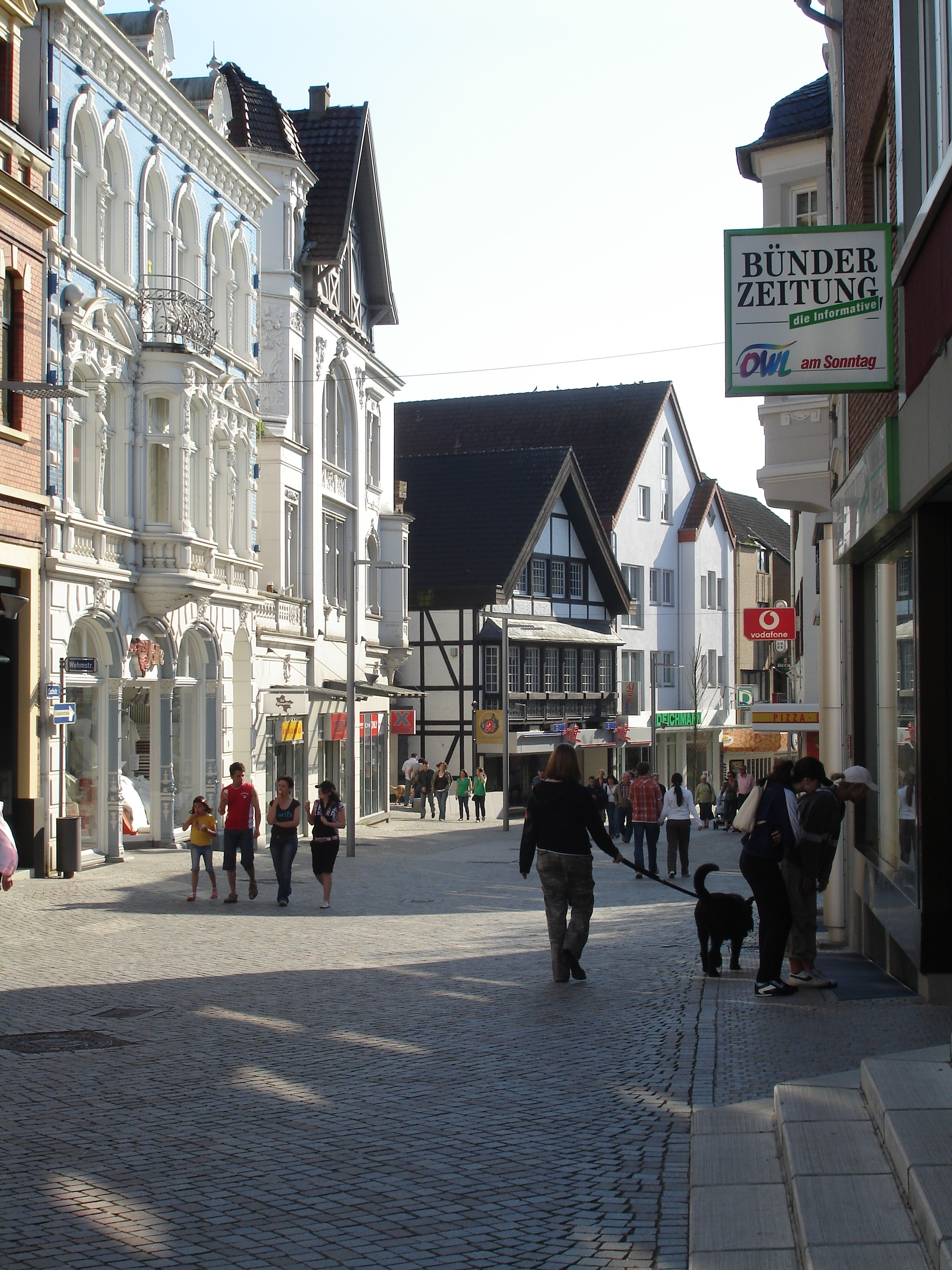
Eschstrasse
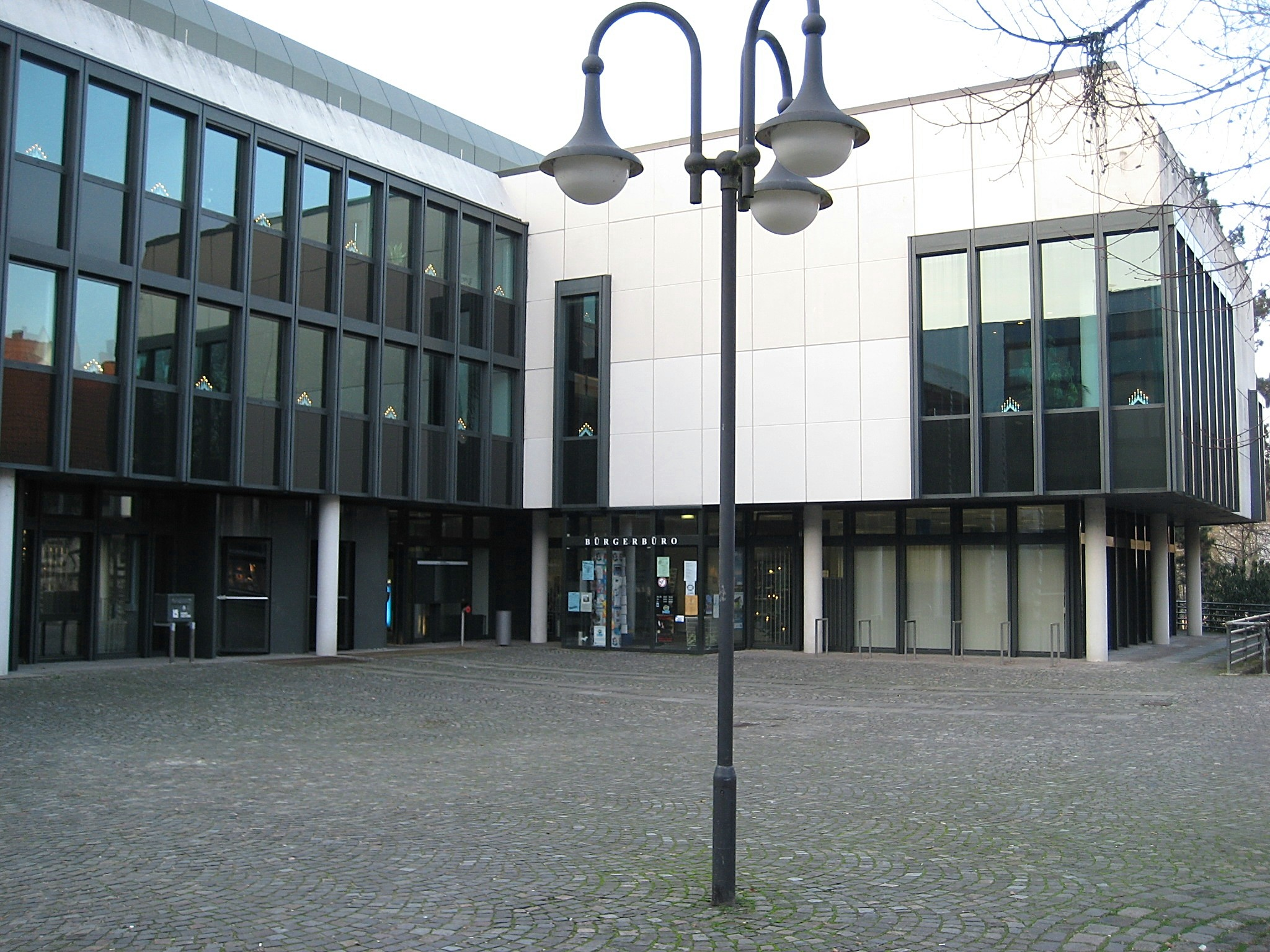
Rathaus

## Népesség
A település népességének változása:
| Lakosok száma | 40 021 | 44 786 | 45 615 | 45 712 | 45 521 | 45 364 | 46 030 | 45 891 |
|               | 1975   | 2010   | 2015   | 2017   | 2019   | 2021   | 2022   | 2023   |